# Jon Balda
Jon Balda Zubiri (Anoeta, 20 de abril de 2002) es un futbolista español que juega de defensa para la Real Sociedad "B" de la Primera Federación.

## Biografía
Tras empezar a formarse como futbolista en las categorías inferiores de la Real Sociedad, finalmente fue convocado por el primer equipo en la temporada 2024-25, haciendo su debut el 21 de noviembre de 2024 en la Copa del Rey contra el FC Jove Español San Vicente. El 13 de febrero debutó en la Liga de Campeones de la UEFA 2024-25 contra el FC Midtjylland como titular, aunque fue sustituido por Javi López en el minuto 24 por lesión.

## Clubes
| Club              | País   | Año       | Partidos | Goles |
| ----------------- | ------ | --------- | -------- | ----- |
| Real Sociedad "C" | España | 2021-2022 | 44       | 6     |
| Real Sociedad "B" | España | 2022-     | 46       | 4     |
| Real Sociedad     | España | 2024-     | 2        | 0     |